# Muhammad Balfas
Muhammad Balfas (Krukut, 1922. december 25. – Jakarta, 1975. július 5.) indonéz költő, író, irodalomkritikus.

## Élete
Indonéziai arab családból származott, középiskolai tanulmányai elvégeztével napilapok munkatársa, később a Masjarakat című folyóirat szerkesztője volt. Költői pályáját az Angkatan ‘45 irányvonalának szellemében kezdte meg, későbbi munkásságát hazája történelmének nehéz időszakai, valamint az intervenciós háború élményei határozták meg; novelláin is ezen benyomások hatása figyelhető meg. Legfontosabb munkája az 1952-ben megjelent Lingkaran-lingkaran Retak (Törött körök) című elbeszélésgyűjtemény. Kritikai munkássága is jelentős.

## Művei

### Novelláskötetek, folyóiratokban megjelent elbeszélések
- Lingkaran-Lingkaran Retak, Jakarta: Balai Pustaka, 1952
- Orang-orang Penting, Star Weekly, No. 610, Th. XII, 7 September 1957
- Dosa Tak Berampun, Lenita, No. 11, Th. 1, November 1951
- Kampung Tjawang, Orientatie, No. 44, Januari–Juni 1952

### Regény
- Retak, 1964
- Si Gomar

### Dráma
- Tamu Malam (rádiójáték), Jakarta: RRI, 1957

### Kritikai munkák
- Suling Emas, Jakarta: Djambatan, 1956
- Anak-anak Kampung Jambu, Jakarta: Djambatan, 1960

### Biográfia
- Dr. Tjipto Man goenkoesoemo Demokrat Sedjati, Jakarta/Amsterdam: Djambatan

## Balfas minteaster egg
Alkalmasint családi neve kiejtett változatának egybeesése egy, a szlenghez tartozó köznévvel szolgáltatta az alapot a makacs szóbeszédnek, mely szerint a Világirodalmi lexikon róla szóló szócikke „marháskodás”, szándékos koholmány az olvasó megtévesztésére, illetve egy régi szótárszerkesztői hagyomány felelevenítésére. Időről időre fel is melegítik az anekdotát (egyes változatok még azt is tudni vélik, kinek a tréfája volt eme szócikk a lexikon szerkesztőségén belül).